# Júlio Vieira Diogo
Júlio Vieira Diogo (* 12. November 1893 in Bagé, Rio Grande do Sul; † unbekannt) war ein brasilianischer Politiker und Diplomat. 

## Leben
Júlio Vieira Diogo studierte Zahnmedizin. Er war Mitglied der Staatspartei Partido Republicano Liberal do Rio Grande do Sul. Von 1935 bis 1937 saß er mit acht weiteren Ärzten in der Câmara dos Deputados, der Legislativversammlung von Rio Grande do Sul. Er äußerte sich kritisch zur Hygiene und erhielt von Oswaldo Aranha eine Laufbahn im auswärtigen Dienst angeboten. Am 1. Dezember 1938 wurde er zum Handelsrat in Pretoria ernannt und trat am 3. Dezember 1938 in das Auswärtige Amt ein, wo er bis 8. Januar 1939 beschäftigt wurde. Am 8. Januar 1939 reiste er nach Pretoria, wo er am 2. März 1939 Exequatur als Generalkonsul und Handelsbeauftragter erhielt. Vom 17. September 1939 bis 30. Januar 1940 wurde er in Rio de Janeiro instruiert.
Brasilien war nach dem Kriegseintritt Italiens in den Zweiten Weltkrieg Schutzmacht für Italien in Südafrika. In dieser Funktion besuchte Vieira Diogo im Juli und Oktober 1941 das Campo di internamento di Zonderwater.
Vieira Diogo bemühte sich um die Exportförderung brasilianischer Produkte nach Südafrika. Dieser Export wurde durch den kriegszeitlichen Ausfall der europäischen Produzenten begünstigt.
In Brasilien hatte sich die Industrie, besonders im Textil- und Chemiebereich, schneller entwickelt als in Südafrika. In einer Denkschrift vom März 1943 stellt er fest, dass es heute für brasilianische Produzenten möglich ist, soweit sie über Transportkapazitäten verfügen, nahezu Alles zu profitablen Preisen in Südafrika zu verkaufen. Er stellt die Besonderheit dieser Kriegskonjunktur heraus und erklärt, dass nach dem Krieg Hilfe geleistet werden muss, um einen gesunden und prosperierenden afrikanischen Markt wiederaufzubauen. Es gibt eine Nachfrage nach brasilianischen Produkten, abhängig von einfachen, billigen, schnellen Transportmöglichkeiten und wettbewerbsfähigen Preisen. Deshalb ist die Handelsoffensive für die Nachkriegszeit nun zu beginnen. Zu dieser gehören schnelle Schiffsfrachtverbindungen mit angepassten Frachtkosten und eine Preispolitik, die die Wettbewerber unterbietet. Er schlägt die Gründung einer Außenhandelsagentur zur Qualitätskontrolle und Außenhandelsförderung vor.
Er hatte persönlichen Kontakt zu Douglas David Forsyth und konnte Jan Christiaan Smuts 1943 davon überzeugen, ein Generalkonsulat in Rio de Janeiro errichten zu lassen, für das im November 1943 Frans du Plessis Exequatur erhielt.
Am 2. August 1945 erhielt Vieira Diogo Exequatur als Generalkonsul in Miami.